# Révolte de l'Armada
Révolte de l'Armada
La révolte de l'Armada est un mouvement de rébellion qui est à l'œuvre aux États-Unis du Brésil, à la fin du XIXe siècle. Mené par des unités de la Marine brésilienne contre le gouvernement central du pays au début des années 1890, il est dirigé, dans un premier temps, contre le gouvernement du maréchal Deodoro da Fonseca, puis contre celui du maréchal Floriano Peixoto.

## La première révolte de l'Armada

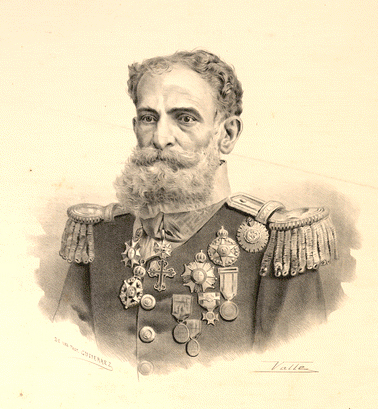
Le maréchal Deodoro da Fonseca, président du Brésil.

En novembre 1891, alors que l'Empire du Brésill vient d'être renversé depuis moins de deux ans, un mouvement de rébellion est lancé en réaction à l'attitude du récent président de la République, le maréchal Deodoro da Fonseca. Ce dernier, en difficulté dans ses négociations avec l'opposition représentant l'élite caféière, ordonne la fermeture du Congrès, en violation de la constitution brésilienne promulguée quelques mois plus tôt. Des unités de la baie de Guanabara, sous les ordres de l'amiral Custódio de Melo, se soulèvent alors et menacent de bombarder la ville de Rio de Janeiro, alors capitale du pays. Pour éviter une guerre civile, le maréchal Deodoro se retire de la présidence de la République le 23 novembre 1891.
Avec le retrait de Deodoro, neuf mois seulement après le début de son mandat, le vice-président Floriano Peixoto prend les rênes du gouvernement (1892). La constitution de 1891, cependant, prévoit l'organisation d'une nouvelle élection dans le cas où la présidence ou la vice-présidence seraient laissées vacantes plus de deux ans avant la fin du mandat. Elle prévoit également (article 42) que le vice-président ne peut devenir président que si son prédécesseur dans cette fonction a effectué au moins la moitié de son mandat. L'opposition accuse alors Floriano de vouloir se maintenir illégalement au pouvoir.

## La seconde révolte de l'Armada

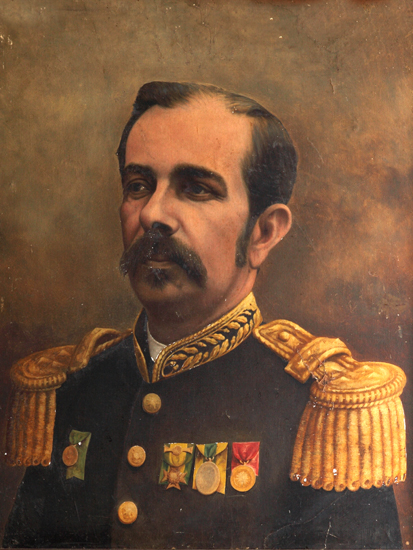
Le maréchal Floriano Peixoto, vice-président, puis président du Brésil.

La situation commence à se dégrader en mars 1892, lorsque treize généraux font parvenir un manifeste au président Peixoto. Ce document demande la convocation de nouvelles élections, conformément au dispositif prévu par la constitution, pour rétablir la « tranquillité de la nation ». Floriano réprime durement le mouvement et fait emprisonner ses leaders.

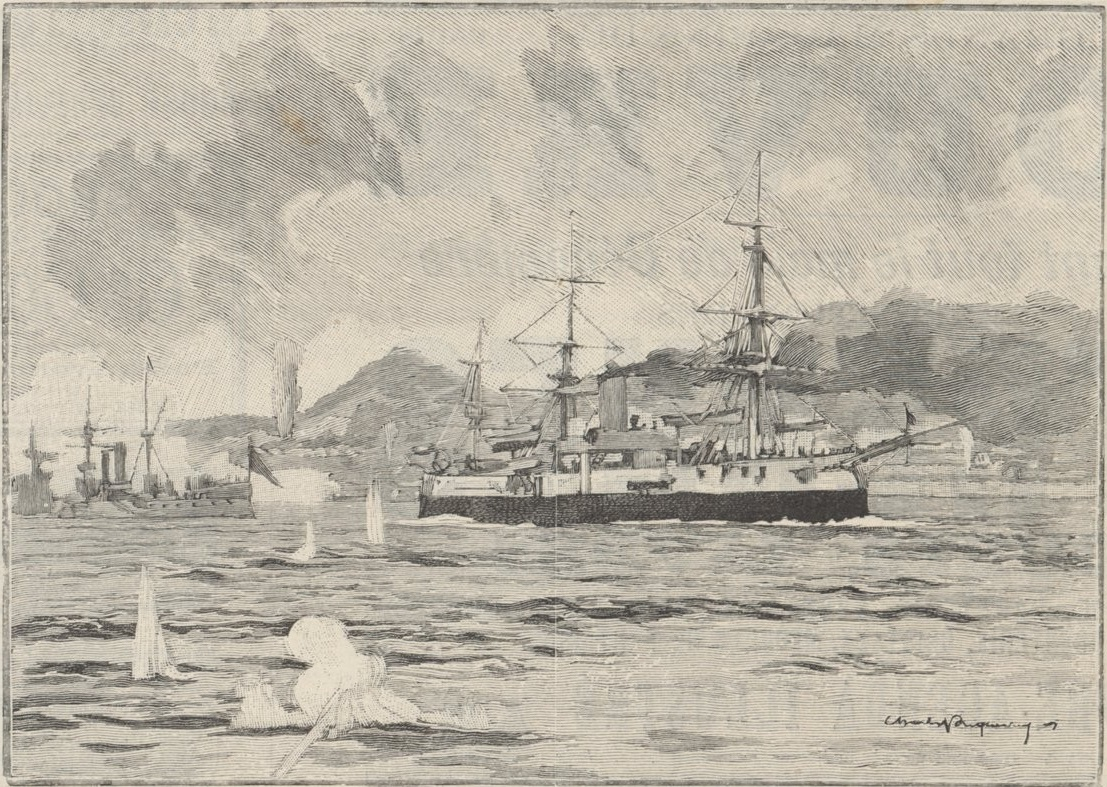
L’Aquidaban bombardant les forts de Rio de Janeiro (dessin de M. Fouqueray dans Le Monde illustré du 16 décembre 1893, d'après une photographie instantanée).

Le 6 septembre 1893, un groupe d'officiers de la Marine exige une nouvelle fois la convocation d'élections. Parmi eux, les amiraux Saldanha da Gama (pt), Eduardo Wandenkolk (pt) et Custódio de Melo, ex-ministre de la Marine et candidat déclaré à la succession de Floriano. Son adhésion au mouvement reflète le mécontentement de la Marine dans son ensemble face au peu de prestige politique de ses officiers par rapport à ceux de l'Armée. Le mouvement reçoit également l'appui de beaucoup de jeunes officiers et de monarchistes.
La révolte ne rencontre pas de véritable appui politique et populaire à Rio de Janeiro. Sans chance de l'emporter dans la baie de Guanabara, les révoltés se dirigent alors vers le sud du pays. Certains soldats débarquent à Desterro (aujourd'hui Florianópolis) et tentent en vain de former une alliance avec les fédéralistes du Rio Grande do Sul.
Le président, appuyé par l'Armée et par le parti républicain de l'État de São Paulo, réussit à contenir le mouvement en acquérant dans l'urgence de nouveaux navires de guerre à l'étranger, la « flotte de papier », comme elle est alors surnommée. La répression de la révolte vise également les figures politiques d'opposition, telles que Ruy Barbosa qui doit se réfugier au Royaume-Uni.